# Euploea cerberus
Euploea cerberus är en fjärilsart som beskrevs av Butler 1882. Euploea cerberus ingår i släktet Euploea och familjen praktfjärilar. Inga underarter finns listade i Catalogue of Life.